# Casale Corte Cerro
Casale Corte Cerro (piemontiul: Casal dla Cort Cèra, helyi nyelvjárásban: Cäsàal dlä Cort Cèrä) település Olaszországban. Lakosainak száma 3358 fő (2023. január 1.). Casale Corte Cerro Germagno, Gravellona Toce, Loreglia, Omegna és Ornavasso községekkel határos.

## Népesség
A település népességének változása:
| Lakosok száma | 3448 | 3459 | 3358 |
|               | 2017 | 2018 | 2023 |